# Grdovac
Gërdoc en albanais et Grdovac en serbe latin (en serbe cyrillique : Грдовац) est une localité du Kosovo située dans la commune/municipalité de Podujevë/Podujevo, district de Pristina (Kosovo) ou district de Kosovo (Serbie). Selon le recensement kosovar de 2011, elle compte 1 263 habitants.
Au recensement de 2011, le village de Radujevac, qui jusque-là formait une localité à part entière, était intégré dans Gërdoc/Grdovac ; il ne comptait plus aucun habitant. Selon la Serbie, il constitue toujours une entité administrative.

## Démographie

### Évolution historique de la population dans la localité
| 1948 | 1953 | 1961 | 1971 | 1981  | 1991  | 2011  |
| ---- | ---- | ---- | ---- | ----- | ----- | ----- |
| 537  | 597  | 735  | 896  | 1 175 | 1 406 | 1 263 |

|  |

### Répartition de la population par nationalités (2011)
En 2011, les Albanais représentaient 99,84 % de la population.